# Primera Reunion Nacional de la Sociedad Argentina de Ciencias Naturales
Primera Reunión Nacional de la Sociedad Argentina de Ciencias Naturales (abreviado Primera Reun. Nac. Soc. Argent. Ci. Nat.) fue una publicación con ilustraciones y descripciones botánicas que se editó en Buenos Aires por la casa editora Coni en 1918-1919. El libro comprende actas y trabajos enviados al comité del Primer Congreso de Naturalistas argentinos que tuvo lugar en la ciudad de San Miguel de Tucumán entre el 23 y 30 de noviembre de 1916, presidido por Ángel Gallardo, presidente de la Sociedad Argentina de Ciencias Naturales. Algunos de estos artículos habían sido publicados previamente en distintas publicaciones especializadas. La edición consta de cerca de más de 700 páginas y posee ilustraciones, fotografías y gráficos que acompañan los textos de los pioneros de las ciencias naturales en la Argentina tales como  Carlos Ameghino, Miguel Lillo, Carlos Spegazzini y Juan Bautista Ambrosetti.